# Ovogenesi
L'ovogenesi (detta anche oogenesi o gametogenesi femminile) è il processo di produzione delle cellule uovo femminili. Essa avviene nelle ovaie, ovvero nella gonade femminile e si ripete con andamento ciclico (ciclo mestruale e in generale ciclo estrale per la maggior parte dei mammiferi placentati) per tutta la durata della fase di fertilità della femmina, che ha inizio con il menarca (la prima mestruazione) e termina con la menopausa. Il processo che porta alla maturazione dei follicoli ovarici, invece, è chiamato follicologenesi.

## Processo
| Tipo di cellula    | Corredo cromosomico | Processo                                  | Completamento del processo                  |

La figura mostra la riduzione del numero dei cromosomi nel processo di sviluppo dell'ovulo. I tre corpi polari che si formano ("polar bodies") non sono funzionali perché non possono essere fecondati.

| Ovogonio           | diploide (2n)       | Mitosi                                    | Terzo trimestre (si formano gli oociti)     |
| Ovocita primario   | diploide (2n)       | Prima divisione meiotica                  | Profase I fino alla pubertà                 |
| Ovocita secondario | aploide (n)         | Seconda divisione meiotica                | Ferma in metafase II fino alla fecondazione |
| Cellula uovo       | aploide (n)         | Il gamete si ha solo dopo la fecondazione |                                             |

Nelle fasi iniziali dell'ovogenesi, cellule dette ovogoni vanno incontro a numerosi cicli di divisione mitotica e infine, tra il secondo e il quinto mese di vita intrauterina fetale, entrano in divisione meiotica, di carattere riduzionale, originando ovociti primari. Gli ovociti primari, però, rimangono bloccati nella profase della prima divisione meiotica o meiosi I, fino al raggiungimento della pubertà.
La meiosi I è detta di carattere riduzionale perché genera due cellule aploidi: l'ovocita secondario e il globulo polare primario. La meiosi II, equazionale, divide il globulo polare primario in due globuli polari secondari e l'ovocita secondario in un ovotidio e un terzo globulo polare secondario. Nel complesso, il processo dà origine ad un ovotidio, che va in corso a maturazione, e a tre globuli polari, i quali sono più piccoli di dimensioni rispetto all'ovotidio e hanno il solo scopo di permettere la meiosi; alla fine del processo essi vengono riassorbiti.
Il globulo polare primario, pur avendo un corredo cromosomico aploide formato da cromosomi fratelli, non è in grado di proseguire la meiosi e quindi di dividersi ulteriormente. Questo è probabilmente imputabile all'incapacità della cellula ad organizzare un fuso meiotico funzionale in un citoplasma ridotto.

### Nella specie umana
Nella specie umana, l'ovogenesi inizia nella vita fetale. Le cellule germinali primordiali dell'epiblasto invadono per la prima volta il sacco vitellino nella terza settimana di sviluppo embrionale per proliferare per mitosi e nella settima settimana si spostano e invadono le ovaie differenziandosi in ovogoni. Il loro numero aumenta per mitosi, raggiungendo il massimo al settimo mese con un totale di 7 milioni di ovogoni, ma molti inizieranno a degenerare e ad atrofizzarsi. Quelli che sopravvivono si differenziano in ovociti 1°, che formano i follicoli primordiali in cui inizierà la prima meiosi, ma le cellule follicolari rilasciano fattori inibitori della meiosi che bloccano la meiosi nella profase I. Gli ovociti I prodotti resteranno congelati fino alla pubertà. Una donna nasce con 1 o 2 milioni di ovociti e al menarca si raggiunge la riattivazione dell'oogenesi con circa 400.000 ovociti, di cui un totale di 400-500 saranno ovulati fino alla menopausa. Raggiunta la maturità sessuale, ogni ventotto giorni avviene in genere una sola ovulazione, dopodiché, se non viene fecondato, l'ovulo è espulso con la mestruazione. Anche se diversi follicoli primordiali saranno reclutati per la maturazione, solo quello dominante che esprime la più alta concentrazione di recettori FSH sarà ovulato. Questo ovulo avrà iniziato la seconda meiosi ma si fermerà nella metafase II. Se non viene fecondato, l'ovulo viene espulso con le mestruazioni. Se fecondato, l'ovulo completa la meiosi II e genera un corpuscolo polare il quale si andrà ad affiancare a quello derivato dalla prima divisione meiotica, e il nucleo aploide dell'ovotidio neoformato sarà libero di fondersi con il nucleo aploide proveniente dallo spermatozoo fecondante.